# 金丸信
金丸信（日语：／ Kanemaru Shin，1914年9月17日—1996年3月28日），日本政治家，自由民主黨黨員。

## 生平
曾歷任衆議員（12期）、防衛廳長官（第35代）、國土廳長官（第3代）、建設大臣（第34代）、副總理
、自由民主黨國會對策委員長、自由民主党總務會長、自由民主黨幹事長、自由民主黨副總裁（第9代）等職。
晚年因東京佐川急便事件落馬，檢調人員更在其住處搜出價值約一千萬日圓的金條。